# Eccellenza Piemonte-Valle d'Aosta 2001-2002
Il campionato italiano di calcio di Eccellenza regionale 2001-2002 è stato l'undicesimo organizzato in Italia. Rappresenta il sesto livello del calcio italiano.
Questi sono i gironi organizzati dal comitato regionale che raccoglie le formazioni piemontesi e valdostane.

## Girone A

### Squadre partecipanti
| Squadra                    | Città                  |
| -------------------------- | ---------------------- |
| U.S. Castellamontevallorco | Castellamonte (TO)     |
| U.S. Cerano Calcio         | Cerano (NO)            |
| A.S. Cossatese             | Cossato (VC)           |
| A.S. Dufour Varallo        | Varallo Sesia (VC)     |
| Gravellona Calcio          | Gravellona Toce (VB)   |
| G.S. HM Arona              | Arona (NO)             |
| G.S. Lascaris              | Pianezza (TO)          |
| Oleggio Sportiva           | Oleggio (NO)           |
| Pool Cirievauda            | Cirié (TO)             |
| A.S. Pro Settimo           | Settimo Torinese (TO)  |
| A.C. Rivoli                | Rivoli (TO)            |
| U.S. Rivarolese 1906       | Rivarolo Canavese (TO) |
| A.C. Settimo               | Settimo Torinese (TO)  |
| Sportivanolese Vallilanzo  | Lanzo Torinese (TO)    |
| A.S. Sunese                | Suno (NO)              |
| U.S. Varalpombiese         | Varallo Pombia (NO)    |

### Classifica finale
|  | Pos. | Squadra                   | Pt | G  | V  | N  | P  | GF | GS | DR  |
|  | ---- | ------------------------- | -- | -- | -- | -- | -- | -- | -- | --- |
|  | 1.   | Cossatese                 | 75 | 30 | 23 | 6  | 1  | 87 | 21 | +66 |
|  | 2.   | HM Arona                  | 53 | 30 | 15 | 8  | 7  | 45 | 39 | +6  |
|  | 3.   | Lascaris                  | 50 | 30 | 13 | 11 | 6  | 48 | 28 | +20 |
|  | 4.   | Rivoli                    | 46 | 30 | 12 | 10 | 8  | 41 | 39 | +2  |
|  | 5.   | Oleggio Sportiva          | 42 | 30 | 10 | 12 | 8  | 35 | 29 | +6  |
|  | 6.   | Dufour Varallo            | 42 | 30 | 11 | 9  | 10 | 36 | 41 | -5  |
|  | 7.   | Sunese                    | 41 | 30 | 10 | 11 | 9  | 47 | 42 | +5  |
|  | 8.   | Settimo                   | 40 | 30 | 11 | 7  | 12 | 41 | 44 | -3  |
|  | 9.   | Pro Settimo               | 39 | 30 | 9  | 12 | 9  | 52 | 50 | +2  |
|  | 10.  | Varalpombiese             | 37 | 30 | 9  | 10 | 11 | 45 | 49 | -4  |
|  | 11.  | Pool Cirievauda           | 36 | 30 | 9  | 9  | 12 | 32 | 38 | -6  |
|  | 12.  | Rivarolese                | 35 | 30 | 6  | 17 | 7  | 31 | 38 | -7  |
|  | 13.  | Castellamontevallorco     | 30 | 30 | 7  | 9  | 14 | 35 | 56 | -21 |
|  | 14.  | Gravellona                | 30 | 30 | 7  | 9  | 14 | 30 | 52 | -22 |
|  | 15.  | Sportivanolese Vallilanzo | 25 | 30 | 6  | 7  | 17 | 21 | 43 | -22 |
|  | 16.  | Cerano                    | 21 | 30 | 4  | 9  | 17 | 26 | 43 | -17 |

### Spareggio 13º posto
| Squadra 1             | Risultato | Squadra 2  |
| --------------------- | --------- | ---------- |
| Castellamontevallorco | 1 - 0     | Gravellona |

| Cossato 12 maggio 2002, ore 16:30 | Castellamontevallorco | 1 – 0 | Gravellona | Stadio Abate |

### Play-out
| Squadra 1                 | Totale | Squadra 2             | Andata | Ritorno |
| ------------------------- | ------ | --------------------- | ------ | ------- |
| Gravellona                | 1 - 3  | Castellamontevallorco | 0 - 1  | 1 - 2   |
| Sportivanolese Vallilanzo | 0 - 3  | Rivarolese            | 0 - 1  | 0 - 2   |

#### Andata
| 19 maggio 2002, ore 16:30 | Gravellona | 0 – 1 | Castellamontevallorco |  |

| 19 maggio 2002, ore 16:30 | Sportivanolese Vallilanzo | 0 – 1 | Rivarolese |  |

#### Ritorno
| 26 maggio 2002, ore 16:30 | Castellamontevallorco | 2 – 1 | Gravellona |  |

| 26 maggio 2002, ore 16:30 | Rivarolese | 2 – 0 | Sportivanolese Vallilanzo |  |

## Girone B

### Squadre partecipanti
| Squadra                    | Città                   |
| -------------------------- | ----------------------- |
| U.S. Acqui                 | Acqui Terme (AL)        |
| A.C. Bra                   | Bra (CN)                |
| A.S.D.G. Centallo          | Centallo (CN)           |
| U.S. Cheraschese Famila    | Cherasco (CN)           |
| A.C. Chieri                | Chieri (TO)             |
| A.S.C. Cumiana             | Cumiana (TO)            |
| U.S. Fossanese             | Fossano (CN)            |
| A.C. Giavenocoazze         | Giaveno (TO)            |
| U.S. Libarna               | Serravalle Scrivia (AL) |
| S.C. Nizza Millefonti 2001 | Torino                  |
| U.S. Novese                | Novi Ligure (AL)        |
| U.S. Orbassano Venaria     | Orbassano (TO)          |
| Ovada Calcio               | Ovada (AL)              |
| F.C. Pinerolo              | Pinerolo (TO)           |
| A.C. Saluzzo               | Saluzzo (CN)            |
| U.S. Sommariva Perno       | Sommariva Perno (CN)    |

### Classifica finale
|  | Pos. | Squadra           | Pt | G  | V  | N  | P  | GF | GS | DR  |
|  | ---- | ----------------- | -- | -- | -- | -- | -- | -- | -- | --- |
|  | 1.   | Pinerolo          | 62 | 30 | 17 | 11 | 2  | 48 | 21 | +27 |
|  | 2.   | Orbassano Venaria | 53 | 30 | 14 | 11 | 5  | 49 | 31 | +18 |
|  | 3.   | Fossanese         | 51 | 30 | 12 | 15 | 3  | 47 | 27 | +20 |
|  | 4.   | Giavenocoazze     | 51 | 30 | 14 | 9  | 7  | 37 | 26 | +11 |
|  | 5.   | Libarna           | 47 | 30 | 12 | 11 | 7  | 48 | 33 | +15 |
|  | 6.   | Bra               | 46 | 30 | 13 | 7  | 10 | 47 | 32 | +15 |
|  | 7.   | Novese            | 43 | 30 | 12 | 7  | 11 | 43 | 44 | -1  |
|  | 8.   | Saluzzo           | 42 | 30 | 10 | 12 | 8  | 35 | 31 | +4  |
|  | 9.   | Acqui             | 42 | 30 | 10 | 12 | 8  | 31 | 29 | +2  |
|  | 10.  | Sommariva Perno   | 39 | 30 | 10 | 9  | 11 | 39 | 34 | +5  |
|  | 11.  | Chieri            | 39 | 30 | 10 | 9  | 11 | 37 | 44 | -7  |
|  | 12.  | Ovada             | 36 | 30 | 9  | 9  | 12 | 27 | 30 | -3  |
|  | 13.  | Centallo          | 32 | 30 | 7  | 11 | 12 | 30 | 37 | -7  |
|  | 14.  | Cumiana           | 28 | 30 | 6  | 10 | 14 | 30 | 54 | -24 |
|  | 15.  | Cheraschese       | 23 | 30 | 3  | 14 | 13 | 36 | 50 | -14 |
|  | 16.  | Nizza Millefonti  | 5  | 30 | 0  | 5  | 25 | 11 | 72 | -61 |

### Play-out
| Squadra 1          | Totale | Squadra 2      | Andata | Ritorno |
| ------------------ | ------ | -------------- | ------ | ------- |
| Cumiana            | 1 - 2  | Centallo Paven | 0 - 1  | 1 - 1   |
| Cheraschese Famila | 4 - 3  | Ovada          | 3 - 2  | 1 - 1   |

#### Andata
| 19 maggio 2002, ore 16:30 | Cumiana | 0 – 1 | Centallo Paven |  |

| 19 maggio 2002, ore 16:30 | Cheraschese Famila | 3 – 2 | Ovada |  |

#### Ritorno
| 26 maggio 2002, ore 16:30 | Centallo Paven | 1 – 1 | Cumiana |  |

| 26 maggio 2002, ore 16:30 | Ovada | 1 – 1 | Cheraschese Famila |  |